# Daniel Kroupa
Daniel Kroupa (* 6. ledna 1949 Praha) je český politik, vysokoškolský učitel, autor odborných publikací, filosof a signatář Charty 77, někdejší předseda ODA, po sametové revoluci československý poslanec Sněmovny lidu Federálního shromáždění za Občanské fórum (později za ODA), v 90. letech poslanec Poslanecké sněmovny za ODA, které v letech 1998–2001 předsedal, na přelomu století senátor Senátu PČR. Podílel se na přípravě Listiny základních práv a svobod, jako člen vládní komise na Ústavě České republiky, je spoluautorem vysokoškolského zákona a řady dalších zákonů.

## Život

### Mládí a vzdělání
V roce 1968 maturoval na Střední průmyslové škole spojové techniky v Praze a téhož roku zahájil studium na Fakultě elektroniky ČVUT v Praze, které předčasně ukončil v roce 1970. Na začátku 70. let konvertoval ke křesťanství. Ve studiu pokračoval na Filosofické fakultě UK, kde patřil k okruhu žáků Jana Patočky, po jehož emeritování navštěvoval jeho soukromé semináře. Studium, z něhož byl z politických důvodů vyloučen, dokončil po Sametové revoluci. V 70. letech pracoval jako čistič výloh a jako propagační redaktor a technik, v 80. letech jako topič a poté strojník v čerpací stanici vodárny.
V té době organizoval a vedl bytové filosofické semináře zaměřené na systematické studium. Do roku 1989 jimi prošlo přes 50 studentů (např. Filip Karfík, Lenka Karfíková, Štěpán Špinka, Josef Moural, Martin C. Putna, Petr Holub…). Těchto seminářů se zúčastnila řada významných zahraničních filosofů. 
Magisterský titul v oboru filozofie získal roku 1995 na Filozofické fakultě Univerzity Karlovy v Praze, disertační práci v témže oboru na téma Filosofie a ideologie obhájil v roce 2008 na Filozofické fakultě Univerzity Palackého v Olomouci.

### Politická kariéra
Po sametové revoluci byl jedním ze zakladatelů Občanské demokratické aliance. Ta v letech 1989–1990 působila jako podčást Občanského fóra a spolu s OF rovněž její politici nastupovali do prvních polistopadových voleb.
Ve volbách roku 1990 byl zvolen za Občanské fórum do Sněmovny lidu Federálního shromáždění (volební obvod Praha). V rámci Občanského fóra patřil k představitelům pravice. V září 1990 z jeho iniciativy vznikl Meziparlamentní klub demokratické pravice, který předznamenal štěpení OF na jednotlivá politická křídla. Počátkem 1991 patřil mezi první politiky OF, kteří navrhli rozdělení hnutí na dvě volně spolupracující formace. V dubnu 1991 prohlásil, že nejbližšími partnery ODA jsou Občanská demokratická strana, Liberálně demokratická strana a Křesťansko-demokratická strana. ODA se nicméně udržela jako samostatná politická síla. Po rozkladu Občanského fóra proto Kroupa přestoupil v roce 1991 do poslaneckého klubu ODA. Ve Federálním shromáždění setrval do voleb roku 1992.
V březnu 1992 ho 4. konference ODA zvolila na post 2. místopředsedy strany. V ODA reprezentoval konzervativní křídlo. Ve vedení strany se udržel do roku 1995, kdy ho 8. konference ODA z vedení vytlačila v rámci personálních změn souvisejících s opadnutím preferencí strany i s bojem liberálního a konzervativního křídla. Na postu místopředsedy ho nahradil Jiří Skalický. Do vedení se na postu místopředsedy vrátil na 13. konferenci ODA v listopadu 1997, ovšem volbu provázely vnitrostranické spory a ODA tehdy prožívala odliv členstva i sympatizantů. V této době zastával kromě stranických postů i mandát v nejvyšším zákonodárném sboru. Ve volbách v roce 1996 byl zvolen do Poslanecké sněmovny Parlamentu České republiky za ODA a poslanecký mandát zastával do voleb roku 1998, jichž se ODA neúčastnila.
V roce 1998 procházela Občanská demokratická aliance vážnou krizí. Počátkem roku ji opustila řada vedoucích politiků. Daniel Kroupa byl tehdy pověřen vedením strany (dosavadní předseda Jiří Skalický v únoru rezignoval a ze strany krátce nato vystoupil). Ve funkci byl povtvrzen na 14. celostátní konferenci v dubnu 1998. Po volbách do Poslanecké sněmovny Parlamentu České republiky 1998 patřil jako předák ODA mezi iniciátory vzniku Čtyřkoalice – sdružení čtyř pravicových stran, které z podílu na moci předtím vyřadila opoziční smlouva. V ODA během roku 1999 prosazoval koncepci užší integrace stran Čtyřkoalice.
Tehdy se také vrátil do parlamentu, protože v senátních volbách roku 1998 na podzim 1998 byl zvolen členem horní komory českého parlamentu za Senátní obvod č. 19 – Praha 11, coby kandidát ODA, respektive Čtyřkoalice. Mezitím obhájil post předsedy ODA na 15. konferenci v září 1998 i na 16. konferenci v říjnu 1999. 17. konference ODA v září 2000 ovšem přinesla vážné spory. Michael Žantovský prosazoval orientaci na liberální evropské politické proudy, zatímco Kroupa podporoval konzervativní orientaci. Spory se vedly i o angažovanost ODA v Čtyřkoalici. Konference nevynesla zásadní verdikt a vnitřní pnutí bylo odloženo. 18. konference ODA v červnu 2001 pak pro Kroupu znamenala konec jeho předsednické funkce. Opakované střety mezi liberálním a konzervativním křídlem totiž paralyzovaly volbu předsedy, z níž Kroupa nakonec po několika bezvýsledných kolech voleb odstoupil. Ve funkci ho vystřídal Michael Žantovský.
Počátkem roku 2003 vystoupil z ODA a po zbytek svého senátorského funkčního období již tuto stranu nezastupoval. Od května do července 2004 byl kooptovaným poslancem Evropského parlamentu. V evropských volbách v roce 2004 neúspěšně kandidoval do Evropského parlamentu jako bezpartijní na kandidátní listině KDU-ČSL. V současné době je členem předsednictva Unie evropských federalistů.
Ve volbách do Evropského parlamentu v roce 2014 kandidoval jako lídr SNK ED, ale neuspěl (SNK ED získala pouze 0,52 % hlasů a do EP se nedostala). Na konci dubna 2019 rezignoval na své členství v Radě vlády pro lidská práva. Rozhodl se tak poté, co bylo oznámeno, že novou zmocněnkyní pro lidská práva bude Helena Válková. Tu totiž označil za „normalizační komunistku“.  V roce 2021 byl Senátem zvolen do Etické komise ČR. Je členem Dozorčí rady zapsaného ústavu Post Bellum.

### Pedagogická činnost
Po sametové revoluci přednášel postupně na několika fakultách Univerzity Karlovy v Praze fenomenologii a politickou filosofii. V letech 2005–2015 byl vedoucím Katedry politologie a filozofie FF UJEP v Ústí nad Labem. Od roku 2015 je na této katedře odborným asistentem.

### Osobní život
Manželka Marie je dcerou spisovatelky Hany Proškové a vnučkou hudebního skladatele Pavla Bořkovce. Spolu mají dceru a pět synů (Magdalena, Matěj, František, Martin, Mikuláš a Jan – známější z ČT a TV Nova jako Janek Kroupa).